# Adair José Guimarães
Dom Adair José Guimarães (Mara Rosa, 16 de junho de 1960), é um bispo católico brasileiro, bispo da Diocese de Formosa, no estado de Goiás.

## Biografia
Nasceu em Mara Rosa, no estado de Goiás, filho do casal Antônio Bonifácio Guimarães e Dalva Maria Guimarães, agricultores, ambos falecidos. Perdeu a mãe, que faleceu de câncer, aos onze anos de idade e cresceu com a ajuda de familiares em Campinorte, onde, junto com seus dois irmãos Atair José Guimarães e Alair Aparecido Guimarães, passou sua adolescência e início da juventude. Seu pai casou-se novamente com Maria Elias Alves em 1980. Do segundo casamento do pai, nasceram seus dois últimos irmãos: Altemir Elias dos Reis Guimarães e Ademir Elias Guimarães.
Iniciou seus estudos em Alto Horizonte, antigo distrito de Mara Rosa, concluindo o ensino primário em Campinorte. Fez a primeira comunhão aos oito anos na Capela de Alto Horizonte, hoje sede paroquial. Iniciou os estudos secundários em Uruaçu, no antigo Colégio Polivalente, onde fez o primeiro e o segundo ano.
No dia 22 de fevereiro de 1980, foi levado pessoalmente pelo então bispo diocesano, Dom José da Silva Chaves, para o Seminário Menor Bom Jesus em Brasília (pois não havia seminário em Uruaçu), onde concluiu o ensino médio. Em 1981 começou seus estudos filosóficos no Seminário Arquidiocesano Nossa Senhora de Fátima de Brasília. Em 1982, concluiu o curso no Instituto de Filosofia João Paulo II, da Arquidiocese do Rio de Janeiro. Ele também estudou Teologia, na Pontifícia Universidade Católica do Rio de Janeiro (Puc-Rio). Tem especialização em Direito Canônico Matrimonial, pela Faculdade de São Bento do Rio de Janeiro.
Em dezembro de 1983, Dom José Chaves conferiu-lhe o ministério de leitor na Capela Nossa Senhora do Perpétuo Socorro de Geriaçu, município de Uruaçu, paróquia catedral. Em dezembro de 1984, recebeu igualmente o ministério de acólito na Capela de São Sebastião de Alto Horizonte, na época pertencente à Paróquia de Campinorte. No dia 28 de dezembro de 1985, na Catedral, foi ordenado diácono. Recebeu a ordenação presbiteral em Campinorte no dia 21 de dezembro de 1986.
Exerceu os postos de pároco na Catedral de Uruaçu (1987 a 1998); na Paróquia Santo Antônio, em Mara Rosa (1999 a 2005); e, finalmente, Paróquia Nossa Senhora Aparecida, em Minaçu, Goiás, de 2006 até sua nomeação episcopal. Adair foi, também, reitor do Seminário de Uruaçu (1987 a 1988); responsável pela Pastoral Vocacional e da Juventude na diocese (1987 a 1992); coordenador diocesano de pastoral (2000 a 2003); presidente da Organização dos Seminários e Institutos Filosófico-teológicos do Brasil-OSIB (2001 a 2004), entre outras funções.
No dia 27 de fevereiro de 2008, foi nomeado bispo pelo Papa Bento XVI para a Diocese de Rubiataba-Mozarlândia. A sagração aconteceu no dia 17 de maio, na quadra coberta do Seminário São José de Uruaçu, pelas mãos de Dom José Silva Chaves, bispo emérito de Uruaçu e pelos consagrantes Dom Messias dos Reis Silveira, de Uruaçu, e Dom José Carlos de Oliveira, CSsR, administrador apostólico de Rubiataba. A posse, como terceiro bispo da diocese aconteceu no dia 25 de maio de 2008, na Catedral de Rubiataba. A posse foi dada por Dom Washington Cruz, CP, arcebispo de Goiânia.
Na manhã do dia 27 de fevereiro de 2019, o Papa Francisco nomeou Dom Adair José Guimarães para a Diocese de Formosa, vacante havia seis meses, desde a renúncia de Dom José Ronaldo Ribeiro, por ter atingido a idade canônica, e que estava sob os cuidados do administrador apostólico Dom Paulo Mendes Peixoto. Foi empossado na manhã do dia 1 de junho de 2019, como quinto ordinário daquela diocese, na Catedral Imaculada Conceição, em Formosa, pelo cardeal Dom Sérgio da Rocha, metropolita da Província Eclesiástica de Brasília.